# Carlos Garcia Bruxelas
Carlos Garcia Bruxelas – portugalski rugbysta, reprezentant Portugalii w rugby union mężczyzn. Jego jedynym meczem w reprezentacji było spotkanie z Hiszpanią, który został rozegrany 28 marca 1936 w Madrycie.